# Samaki Walker
Samaki Ijuma Walker (Columbus, 25 febbraio 1976) è un ex cestista statunitense, professionista nella NBA, in Russia, Siria, Libano, Cina e Iran.

## Carriera
È stato selezionato dai Dallas Mavericks al primo giro del Draft NBA 1996 (9ª scelta assoluta).

## Statistiche

### College
| Anno      | Squadra              | PG | PT | MP   | TC%  | 3P%  | TL%  | RP  | AP  | PRP | SP  | PP   |
| --------- | -------------------- | -- | -- | ---- | ---- | ---- | ---- | --- | --- | --- | --- | ---- |
| 1994-1995 | Louisville Cardinals | 29 | 29 | 29,0 | 54,8 | 33,3 | 53,7 | 7,2 | 1,3 | 0,6 | 2,7 | 13,7 |
| 1995-1996 | Louisville Cardinals | 21 | -  | 30,2 | 59,9 | 0,0  | 61,4 | 7,5 | 1,1 | 0,8 | 2,0 | 15,1 |
| Carriera  | Carriera             | 50 | 29 | 29,5 | 57,0 | 28,6 | 56,8 | 7,3 | 1,2 | 0,7 | 2,4 | 14,3 |

### NBA

#### Regular season
| Anno       | Squadra           | PG  | PT  | MP   | TC%  | 3P%  | TL%  | RP  | AP  | PRP | SP  | PP  |
| ---------- | ----------------- | --- | --- | ---- | ---- | ---- | ---- | --- | --- | --- | --- | --- |
| 1996-1997  | Dallas Mavericks  | 43  | 12  | 14,0 | 44,4 | 0,0  | 64,9 | 3,4 | 0,4 | 0,3 | 0,5 | 5,0 |
| 1997-1998  | Dallas Mavericks  | 41  | 19  | 25,0 | 48,6 | 0,0  | 54,6 | 7,4 | 0,6 | 0,7 | 1,0 | 8,9 |
| 1998-1999  | Dallas Mavericks  | 39  | 2   | 14,6 | 46,3 | 0,0  | 54,1 | 3,7 | 0,2 | 0,2 | 0,4 | 5,9 |
| 1999-2000  | San Antonio Spurs | 71  | 7   | 13,8 | 44,9 | -    | 68,3 | 3,8 | 0,5 | 0,1 | 0,5 | 5,1 |
| 2000-2001  | San Antonio Spurs | 61  | 1   | 15,8 | 48,0 | 33,3 | 62,9 | 4,0 | 0,5 | 0,2 | 0,7 | 5,3 |
| 2001-2002† | L.A. Lakers       | 69  | 63  | 24,0 | 51,2 | -    | 66,7 | 7,0 | 0,9 | 0,4 | 1,3 | 6,7 |
| 2002-2003  | L.A. Lakers       | 67  | 39  | 18,6 | 42,0 | 0,0  | 65,3 | 5,5 | 1,0 | 0,3 | 0,8 | 4,4 |
| 2003-2004  | Miami Heat        | 33  | 0   | 12,7 | 38,4 | 0,0  | 65,9 | 3,4 | 0,2 | 0,3 | 0,3 | 3,2 |
| 2004-2005  | Wash. Wizards     | 14  | 0   | 9,6  | 35,5 | -    | 66,7 | 1,3 | 0,3 | 0,2 | 0,5 | 1,7 |
| 2005-2006  | Indiana Pacers    | 7   | 0   | 3,1  | 0,0  | -    | 100  | 0,4 | 0,0 | 0,0 | 0,1 | 0,3 |
| Carriera   | Carriera          | 445 | 143 | 17,1 | 46,2 | 11,1 | 63,0 | 4,7 | 0,6 | 0,3 | 0,7 | 5,3 |

#### Play-off
| Anno     | Squadra           | PG | PT | MP   | TC%  | 3P% | TL%  | RP   | AP  | PRP | SP  | PP  |
| -------- | ----------------- | -- | -- | ---- | ---- | --- | ---- | ---- | --- | --- | --- | --- |
| 2000     | San Antonio Spurs | 4  | 4  | 30,3 | 45,2 | -   | 66,7 | 11,3 | 0,5 | 0,3 | 3,0 | 9,0 |
| 2001     | San Antonio Spurs | 12 | 0  | 6,3  | 33,3 | -   | 50,0 | 1,2  | 0,3 | 0,1 | 0,1 | 1,2 |
| 2002†    | L.A. Lakers       | 19 | 5  | 12,6 | 46,2 | 100 | 76,5 | 4,1  | 0,2 | 0,1 | 0,3 | 3,3 |
| 2003     | L.A. Lakers       | 9  | 0  | 5,4  | 40,0 | -   | -    | 1,4  | 0,2 | 0,1 | 0,2 | 0,4 |
| 2004     | Miami Heat        | 4  | 0  | 2,8  | 0,0  | -   | -    | 0,3  | 0,0 | 0,0 | 0,0 | 0,0 |
| Carriera | Carriera          | 48 | 9  | 10,4 | 42,9 | 100 | 67,6 | 3,1  | 0,2 | 0,1 | 0,4 | 2,4 |

## Palmarès

### Giocatore
- Campionato NBA: 1

Los Angeles Lakers: 2002